# ميخائيل ريتشاردسون (سياسي)
ميخائيل ريتشاردسون (بالإنجليزية: Michael Richardson)‏ هو سياسي أسترالي، ولد في 13 يوليو 1949. انتخب عضو الجمعية التشريعية نيو ساوث ويلز.